# Sonoma (Kalifornia)
Sonoma város az Amerikai Egyesült Államok Kalifornia államában, Sonoma megyében, melynek megyeszékhelye is. Lakosainak száma 10 739 fő (2020. április 1.).

## Népesség
A település népességének változása:

| 2010 | 10 648 |
| 2020 | 10 739 |